# Julius Curtius (Industrieller)
Christian Julius Ludwig Curtius (* 2. April 1818 in Duisburg; † 17. Mai 1885 ebenda) war ein deutscher Unternehmer und Kommunalpolitiker.

## Leben
Julius Curtius war der älteste Sohn des Duisburger Unternehmers Friedrich Wilhelm Curtius aus dessen Ehe mit Theodore Wilhelmine geborene Pilgrim (1794–1868). Er heiratete Sophia Ohlenschläger (1828–1890), die Tochter eines Rechtsanwalts. Aus dieser Ehe ging der bekannte Chemiker Theodor Curtius hervor. Ältester Sohn des Paars war der spätere Unternehmenserbe Friedrich Curtius (* 30. Januar 1850 in Duisburg; † 17. Oktober 1904). Dessen Sohn war der spätere Reichsaußenminister Julius Curtius.
Zur Weiterverarbeitung eigener Erzeugnisse gründete der Vater zusammen mit seinem Sohn Julius 1848/1849 am Südufer des 1832 errichteten Rheinkanals die Ultramarinfabrik Julius Curtius. Dank der Nähe zur Kohle und zur Sodafabrikation nahm das Unternehmen raschen Aufschwung und wurde – noch unter gleicher Firma – 1906 in die Ultramarinfabriken Carl Leverkus überführt. 1876 gehörte Curtius neben Julius Weber zu den Unternehmern, die die Duisburger Kupferhütte gründeten. Aus diesem Unternehmen ging die heutige DK Recycling und Roheisen hervor.

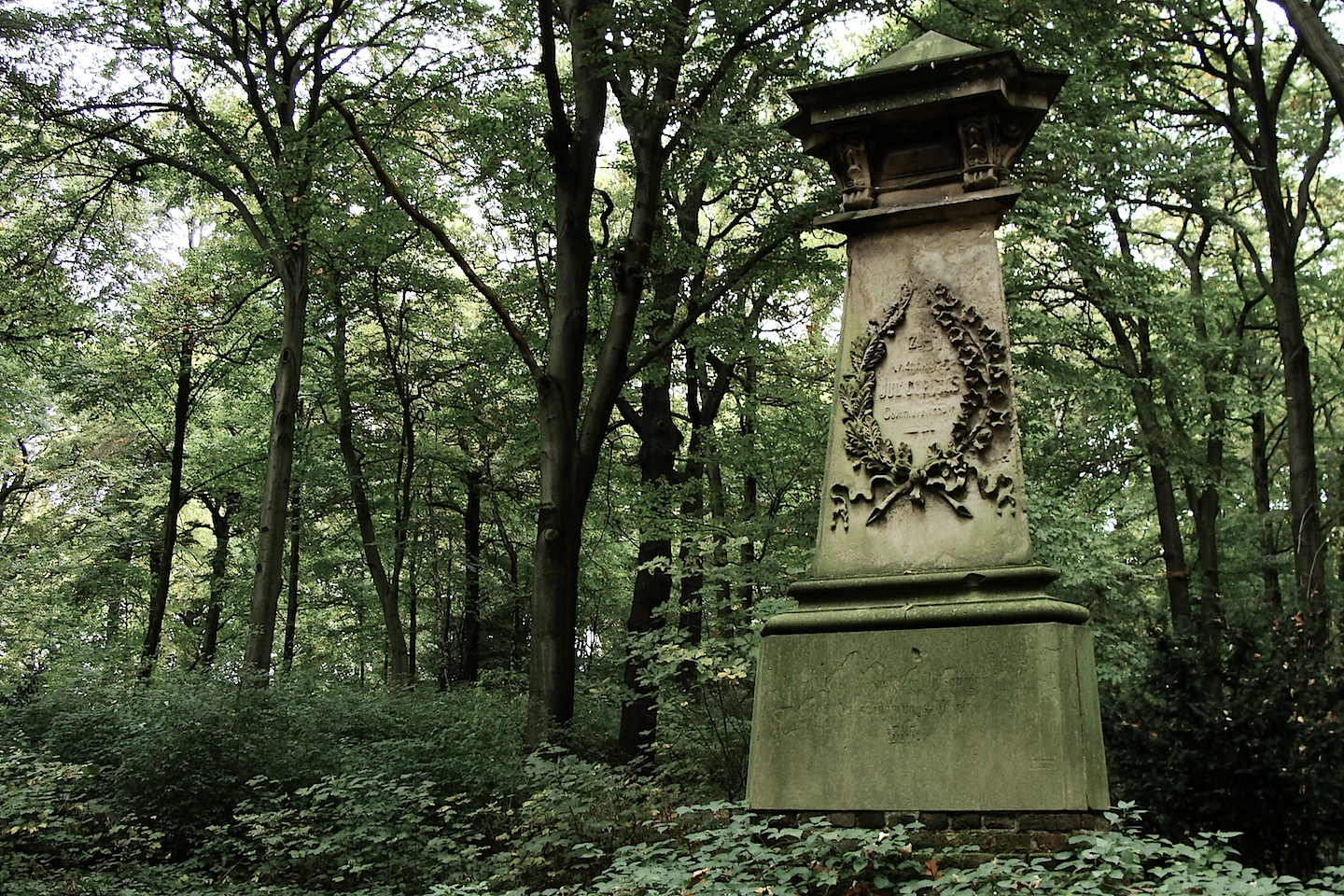
Curtius-Denkmal auf dem Kaiserberg in Duisburg

Von 1876 bis 1879 amtierte Curtius als Präsident der Industrie- und Handelskammer zu Duisburg, nachdem er von 1868 bis 1875 dort als Stellvertreter des Präsidenten fungiert hatte. 1882 gehörte er zu den Gründern des Central-Gewerbe-Vereins für Rheinland, Westfalen und benachbarte Bezirke. Darüber hinaus war er als Stadtverordneter in Duisburg kommunalpolitisch aktiv. Als solcher engagierte er sich für den Schutz des Waldes auf dem Duissernschen Berg, der 1881 in Kaiserberg umbenannt wurde. Er erwarb große Waldflächen und ließ 1871 im Duisburger Stadtwald das Forsthaus Curtius erbauen. Nach seinem Tod im Alter von 67 Jahren ehrte man dieses Engagement durch Errichtung des Curtius-Denkmals in den Anlagen des Kaiserbergs. Das historistische Denkmal wurde 1887 nach einem Entwurf des Architekten und Duisburger Stadtbaumeisters Theodor Quedenfeldt (1834–1906) erbaut.